# Bettgeflüster
Bettgeflüster (Originaltitel: Pillow Talk) ist eine US-amerikanische Filmkomödie des Regisseurs Michael Gordon aus dem Jahr 1959 mit Doris Day und Rock Hudson in den Hauptrollen. Es handelt sich um die erste aus einer Reihe von drei Komödien mit dem Trio Rock Hudson, Doris Day und Tony Randall in den Hauptrollen. Es folgten die gemeinsamen Filme Ein Pyjama für zwei und Schick mir keine Blumen.

## Handlung
Die Innenarchitektin Jan Morrow und der Komponist Brad Allen müssen sich einen Telefonanschluss teilen. Das bedeutet im New York der 1950er Jahre, dass die Betroffenen zwar in verschiedenen Häusern wohnen und einander niemals kennenlernen, aber sich gegenseitig zuhören und sogar ins Wort fallen können, wenn einer mit einem Dritten telefoniert. Und Brad belegt ständig die Leitung, um mit seinen wechselnden Freundinnen zu flirten. Jans Haushälterin Alma ist eine treue Anhängerin dieser Gratishörspiele; besonders mag sie das Liebeslied You are my inspiration, … (Du bist meine Inspiration, …), in das Brad immer den jeweils passenden Frauennamen einfügt, so dass es wie eine aus dem Stegreif komponierte Liebeserklärung wirkt. Jan jedoch ist verärgert und unterbricht das Liebesgeflüster immer öfter, weil sie selbst kaum noch Anrufe machen oder bekommen kann. Brad macht sich darüber lustig und hält Jan für eine neidische alte Jungfer.
Umso verblüffter ist er, als sich herausstellt, dass Jan die attraktive Blondine ist, die eines Abends in einem sehr rückenfreien Kleid auf der Tanzfläche eines Nachtclubs an ihm vorbeischwebt. Weil er als Brad Allen eine Abfuhr befürchtet, stellt er sich Jan als Rex Stetson, hochehrbarer und etwas einfältiger Geschäftsmann aus Texas, vor.
Jan ist von dem gutaussehenden Rex mit dem tadellosen Benehmen sehr angetan und fängt an, mit ihm auszugehen. Das gefällt ihrem guten Freund und (erfolglosen) Langzeitverehrer, dem Millionenerben Jonathan Forbes, überhaupt nicht. Er beauftragt einen Privatdetektiv damit, mehr über den Konkurrenten aus Texas herauszufinden. Gleichzeitig nutzt Brad den doppelten Telefonanschluss, um nun seinerseits Jans Telefonate mit Rex zu „belauschen“ und anschließend hämische Kommentare über Rex’ sittsame Zurückhaltung abzugeben: Da dieser sich auch nach mehreren Wochen noch nicht einmal zu einem Kuss durchringen konnte, gehöre er wohl zu den Männern, die sich eher für Kochrezepte und schöne Stoffe als für Frauen interessierten. Die inzwischen selbst ungeduldig gewordene Jan lässt nun bei der nächsten Verabredung nichts unversucht, um Rex zu verführen – was genau das ist, wozu Brad sie treiben wollte.
Brads toller Plan wird aber zunächst jäh durchkreuzt von Jonathan Forbes. Dieser hat nämlich auf den Fotos seines Detektivs sofort erkannt, wer Rex Stetson ist: sein bester Freund Brad Allen, dessen Schlager und Broadwayshows er seit langem finanziert – und den Jonathan sehr bewusst immer weit von Jan Morrow ferngehalten hat. Jetzt stellt Jonathan den falschen Rex zur Rede und zwingt ihn, umgehend die Stadt zu verlassen und seine neue Musikshow in Jonathans Landhaus fertig zu komponieren. Um ganz sicherzugehen, packt Jonathan selbst Brads Arbeitsutensilien zusammen und wartet auf der Straße, bis Brad abgefahren ist. Der hat als Rex jedoch inzwischen Jan den ersten Kuss gegeben, so dass diese mehr als willig ist, ihn auf einen spontanen romantischen Ausflug zu begleiten.
In dem Landhaus platzt dann die Bombe: Brad/Rex unterbricht das zärtliche Geturtel, um mehr Holzscheite für den Kamin zu holen. Als er ins Haus zurückkommt, sitzt Jan vor dem Klavier und versucht sich mit einem Finger an der Melodie eines Notenblatts, das sie zufällig gefunden hat – und Brad summt automatisch mit: „You are my inspiration, Jan Morrow ...“ Das Duett endet schrill und abrupt; beide sind entsetzt über die Entlarvung. Jan rauscht wütend ins Nebenzimmer und kehrt mit Mantel und Koffer zurück. Inzwischen ist Jonathan eingetroffen, nachdem er auch Brads letzten Streich herausgefunden hat. Er bringt Jan wieder nach New York. Brad bleibt zurück; sprachlos, ratlos, und noch immer mit dem Bündel Brennholz auf dem Arm.
In den Tagen danach weidet sich Jonathan ausgiebig an Brads Elend. Der Frauenheld hat sich ernsthaft verliebt – in die einzige Frau, die ihn garantiert nicht leiden kann. Er grübelt nach, wie er wieder Kontakt zu Jan bekommen könnte: Sie hat weder Kind noch Hund. Vielleicht könnte man sich bei ihrer Haushälterin einschmeicheln? Jonathan winkt schadenfroh ab: Bei der resoluten Alma könne Brad erst recht nichts ausrichten. Jedoch gelingt es Brad Alma auf der Straße abzupassen, bevor sie in den Bus steigt. Er geht mit ihr in ein Lokal etwas trinken und appelliert erfolgreich an ihr mitleidiges Herz. Sie gibt ihm den Tipp (während sie ihn unter den Tisch trinkt), Jan als Innenarchitektin für die Renovierung seiner Wohnung zu engagieren. Das gelingt, weil auch Jans Chef mithilft. Am Telefon lehnt er Brads Auftrag lautstark ab, mit der Begründung, er selbst habe keine Zeit und Jan wolle er keinesfalls zumuten, sich um Brads Wohnung zu kümmern. Wie geplant, hört Jan das und übernimmt den Auftrag sofort, um sich und der Welt zu beweisen, dass sie professionell genug ist, um über private Differenzen hinwegzusehen.
Um ihre professionelle Sachlichkeit ist es aber geschehen, als sie herausfindet, dass Brads Wohnung über technische Raffinessen von sehr frivolem Charakter verfügt: Von einer einzigen Schalttafel aus lässt sich bequem die Wohnungstür verriegeln, das Licht dämpfen, der Plattenspieler einschalten – und ein einladendes Doppelbett ausklappen. Der sichtlich verlegene Brad versucht Jan zu erklären, dass er sich ja ändern will und gehofft habe, dass sie ihn mit Ratschlägen für seine Wohnung dabei unterstützt. Doch Jan will davon nichts wissen: Sie sei es gewohnt, allein zu arbeiten und ihren Kunden erst das fertige Ergebnis zu präsentieren. Und nachdem sie Brad hinausgeworfen hat, holt sie zu einem rachsüchtigen Rundumschlag aus. Sie verwandelt die Wohnung in eine scheußlich bunte, mit Kitsch vollgestopfte Lasterhöhle, die keinerlei Zweifel mehr an den verdorbenen Sitten ihres Bewohners lässt.
Das bringt nun auch Brad in Rage. Wütend schleppt er Jan, die es wohlweislich vermieden hat, ihm ihr Werk selbst vorzuführen, zurück an den Ort ihrer bösen Tat und gibt ihr zu verstehen, dass er sich eine liebende Braut, für die er sein ganzes bisheriges Leben aufgeben will, ganz anders vorgestellt hat. Die völlig verdutzte Jan hat große Schwierigkeiten, sich selbst als die liebende Braut zu begreifen – wirft sich aber doch gerade noch rechtzeitig auf die anstößige Schalttafel, um den enttäuschten Brad am Verlassen der Wohnung zu hindern. Er dreht sich zu Jan um, und in den leuchtenden Augen der beiden ist zu lesen, dass sie sich endlich richtig verstanden haben.

## Synchronisation
Die Synchronfassung entstand bei der Berliner Synchron GmbH Wenzel Lüdecke. Für das Dialogbuch war Fritz A. Koeniger verantwortlich, Regie fürte Klaus von Wahl.
| Darsteller    | Rolle                    | Synchronsprecher      |
| ------------- | ------------------------ | --------------------- |
| Doris Day     | Jan Morrow               | Edith Schneider       |
| Rock Hudson   | Brad Allen/Rex Stetson   | Gert Günther Hoffmann |
| Tony Randall  | Jonathan Forbes          | Ottokar Runze         |
| Thelma Ritter | Alma                     | Alice Treff           |
| Nick Adams    | Tony Walters             | Ernst Jacobi          |
| Lee Patrick   | Mrs. Walters             | Agnes Windeck         |
| Allen Jenkins | Harry, Fahrstuhlführer   | n.n.                  |
| Julia Meade   | Marie                    | n.n.                  |
| Marcel Dalio  | Mr. Pierot, Jans Chef    | Erich Fiedler         |
| Alex Gerry    | Dr. Maxwell              | n.n.                  |
| Mary McCarty  | Arzthelferin             | Edith Elsholtz        |
| Hayden Rorke  | Mr. Conrad, Telefonfirma | Kurt Waitzmann        |

## Kritik
Für das Lexikon des internationalen Films war Bettgeflüster eine „ebenso charmante wie amüsante Komödie, die geschickt mit dem frivolen Potential des Stoffes spielt, ohne jedoch anzüglich zu werden“. Dies sei vor allem dem „witzige[n] Drehbuch“ und der „Spiellaune der Darsteller“ zu verdanken. Prisma sah eine „vergnügliche, neckische Komödie - und ein typisches Beispiel für Days leicht frivole, aber saubere Unterhaltung“. Hervorgehoben wurden die „flotte[n] Dialoge und gut aufgelegte[n] Darsteller“.

## Auszeichnungen
Bettgeflüster erhielt 1960 den Oscar für das Beste Originaldrehbuch. Doris Day war für den Oscar als Beste Hauptdarstellerin und Thelma Ritter als Beste Nebendarstellerin nominiert. Des Weiteren war der Film in den Kategorien Bestes Szenenbild (Farbfilm) und Filmmusik (Drama/Komödie) nominiert und gewann den Laurel Award als Beste Komödie.
Im Jahr 2009 wurde der Film in das National Film Registry aufgenommen.

## Neuverfilmung
2002 entstand eine von ProSieben produzierte Neuverfilmung des Stoffs unter dem Titel Kein Mann für eine Nummer und unter der Regie von Jakob Schäuffelen. Die beiden Hauptrollen wurden von Anne Brendler und Heio von Stetten verkörpert.

## Sonstiges
Der Kinostart von Bettgeflüster in Deutschland war am 18. Dezember 1959, im deutschen Fernsehen war der Film erstmals am 8. Juli 1971 um 20.15 Uhr im Ersten zu sehen.